# Ambroise de Saintes
Saint Ambroise de Saintes est un prélat français, évêque de Saintes au Ve siècle.

## Biographie
Èvêque de Saintes, on ne connaît pas ses prédécesseurs depuis le premier évêque Eutrope de Saintes aux IIIe siècle ou IVe siècle. Il fut le maître de son successeur Vivien de Saintes.
Il est cité dans un acte de l'an 402 cité par Fillaut.
Il est fêté le 28 août.

## Source
- Abbé P.-Th. Grasilier, membre de la Société de Numismatique et d'archéologie, " Notice biographique sur les évêques de Saintes ", in Recueil des actes de la Commission arts & monuments historiques de la Charente-Inférieure, Saintes, imprimerie Hus, 1877